# عمر سيف الدين حتيقوه
عمر سيف الدين (11 مارس 1884 جونين، باليكسير - 6 مارس 1920 إسطنبول)، كاتب تركي وعسكري ومعلم. واحد من الكتاب الرواد في مجال القصة في الأدب التركي ويلقب بمؤسس القصص القصيرة في تركيا، بالإضافة إلى أنه أحد مؤسسي الحركة التركية في الأدب. مدافع عن البساطة في اللغة التركية.

## حياته
ولد في في مدينه جونين في باليكسر 11 مارس 1884 واحد من أربعة اولاد للنقيب عمر شوقي بك وفاطمة هانم الذين لقوا حتفهم في سن مبكره. بدأ تعليمه في مدرسة في إحدي أحياء جونين. بسبب نقل وظيفه عمر شوقي بك من جونين جائت عائلته التي انفصلت منها إلي انابولي وبعد شهر جائت إلي إسطنبول.
افتتح عمر سيف الدين فصل خاص لأبناء ضباط الجيش في المدرسة الرشدية البيطرية العسكرية في بدايه العام الدراسي عام 1893 وسجلها في المكتب العثماني. وفي عام 1896 سجلت المدرسة الإعدادية العسكرية إتماما لهذه المدرسة. وبعد أن نقلت إلى مدرسة أدرنة الإعدادية العسكرية داوم علي تعليمه مع أصدقائه «أقا جوندوز وإيناس عوني». كانت أعماله الأدبيه الأولى عباره عن قصائد كتبها أثناء دراسته التي كانت في أدرنه.
عاد إلي إسطنبول منهيا المرحلة الإعدادية عام 1900 وبدأ في مكتب الشهانية الحربية. ودخل في عالم النشر في إسطنبول ناشرا أشعاره في جريده المجموعة الأدبية. وفي عام 1903 تخرج من مدرسته وسط ارتباك في مقدونيا بدون اختبار مع محاولة أخذ حق فصل عاجل.

### إزمير
عين عمر سيف الدين بعد تخرجه برتبه ملازم أول في طابور الجند المرتبط بمنطقة كوشاداسي إلى قسم جند إزمير الجيش الثالث الذي يكون مقره الرئيس في سيلانيك. وفي عام 1906 عين كمدرس في مدرسة شرطة إزمير. وكان هذا امرا مهما بالنسبة لعمر سيف الدين لأنه بهذه الوسيلة سيتابع الأنشطة الأدبية والفكرية في أزمير وسيتعرف علي الشباب المشاركين داخل هذه الأنشطة. لقي تشجيع من بهاء الدين العارف بحقيقة الثقافة الغربية لتحسين المعرفة الفرنسية.أما نجيب التركي الذي حول التركية البسيطه إلى لغة قومية فقد أخذ منه الأفكار الهامة في موضوع الأدب القومي أو الوطني.

### مجلة سالونيك والأقلام الشابة
وظف عمر سيف الدين في الجيش الثالث في سالونيك في يناير 1909. توظف في مدن بيتولا وبيرلابا وكوبرولو وجمعه البلاء وفي القري. عمل كقائد سري في قرية ياكوريت التابعة لمدينة رازليك (في بولجاريستان حاليا). كتب قصصا تحت اسم «قنبلة» و«لاله البيضاء» و«اضطهاد غريب» أثناء قيامه بمهامه الأساسية تحدث فيها عن عداء عصابات البلقان لتركيا. نشرت كتاباته وقصصه التي خرجت في مختلف المجلات في إسطنبول وسيلانيك تحت اسم مستعار. نشر أيضا في هذه الأثناء مكتوبه المشهور الذي كتبه إلى «علي جانب» في مدينه «ياكوريت». أصبح هذا المكتوب الذي لخص فيه عمر سيف الدين آراءه في موضوع اللغة وسيلة لبداية حركة االسان الجديد.
في عام 1910 استقال من الخدمة العسكرية عن طريق دفع تعويضات مع طلب وتوصية من «ضياء جوقالب». انتقل إلى سيلانيك لمتابعة حياته ككاتب ومعلم. بعد أن غير اسم مجلة «الحسن والشعر» التي خرجت في سيلانيك ككونها المجلة الرومالية التركية العلمية والأدبية الوحيدة إلى اسم «الأقلام الشابة» تحت طلب وإصرار من «عقل كويونجو» نشرها عمر سيف الدين في «11 إبريل 1911» بدون توقيع كافتتاح للاسم الجديد.

### حرب البلقان والأسر
اضطرت اللجنة المشكلة لكتابة الأقلام الشابة إلى التفرق والتشتت بسبب بدء حروب البلقان. استمرت حياة عمر سيف الدين المدنية حوال العام. وقع الكاتب عمر سيف الدين الذي استدعي مجددا إلي الجيش أسيرا في حصار «يانيا». كان خلال العشرة أشهر التي أمضاها في الأسر في مدينة نافليون التي تقع بالقرب من أثينا يقرأ باستمرار. كتب حكاياته مثل «المهدي» و«الأعلام الحرة» في هذه الفترة. نشرت حكاياته في الوطن التركي. اكتسب خلال فتره أسره خبرات وتجارب سوف تكون مهمة في حياته الكتابية.

### إسطنبول ومجلة الكلمة التركية
عاد عمر سيف الدين إلى إسطنبول بعد انتهاء أسره في عام 1913. انضم إلى الانقلاب العسكري العثماني 1913 الذي نظمه أنور باشا في 23 يناير عام 1913.وبعد ذلك انفصل عن العسكرية. وبدأ يكتسب عيشه بالكتابة والتعليم. عين في مهنة رئاسة الكتاب في مجلة الكلمة التركية.
وهنا كتب مقالاته التي شكلت معجم الفكرة التركية.
في عام 1914 بدأ وظيفته كمعلم في مدرسه كاباتاش الثانوية للبنين وظل في هذه المهنة حتى وفاته. وفي عام 1915 تزوج من جاليبه هانم ابنه الدكتور باسم أدهم بك الذي أتي من فرقة جمعية الاتحاد والترقي. وبالرغم من وجود طفلته التي سماها فخيره جونر إلا أنه عاد إلى وحدته بعد انفصاله من هذا الزواج. وأثر به كلُ من تدهور الزواج ورؤيته للهزيمة في الحرب العالمية الأولى. وحاول إيجاد تسليه لنفسه خارجا إلى سياحة طويلة في الأناضول. وحاول كتابة حكاية كل إسبوع على الأقل.

### أعوامه الأخيرة
بالرغم من آلامه وأوجاعه الكثيره في الفترة من 1917 وحتى تاريخ وفاته 6 مارس 1920 إلا أنها كانت تعتبر فتره معطاءة لحكاياته. في هذه الفترة كتب الكاتب 125 حكاية مؤلفة من 10 كتب. نشرت حكاياته ومقالاته في مجلات «المجموعة الجديدة»، «الشاعر»، «سلاح البحرية»، «المجموعة الكبيرة»، «الدنيا الجديدة»، «الشوكة»، «المرأة التركية»، وفي جرائد «الوقت»، «الزمان»، «الإفهام». ومن جانب آخر تابع عمله في التدريس.

### وفاته
نقل الكاتب الي المستشفى في 4 مارس بعد أن بعد أن زاد مرضه في 25 فبراير 1920. وأغلق عينيه عن الحياه في 6 مارس 1920. ومع عدم تشخيص حالته قبل موته إلا أنه فهم من تشريحه بعد موته أنه كان مريضا بمرض السكر. دفن جثمانه إلى جانب قبر والده «كوشديلي محمود» في مدينه قاضي كوي. بعد ذلك بفتره بحجة تحويل مكان قبره إلى طريق مرور أو مرآب للسيارات نقل قبره إلى مقابر قرية زينجيرلي في 23أغسطس عام 1939.

## بعد موته
كتب «علي جانب يونتم» الصديق المقرب لعمر سيف الدين كتاب أسماه «عمر سيف الدين وحياته» الذي حوى أقوى قصصه واصفا فيه حياته وطبعه، ونشر هذا الكتاب عام 1935. وبعد فترة قصيرة طبع أيضا كل حكاياته كسلسلة في كتاب. ولا تزال تقرأ هذه القصص في يومنا هذا.

## آثاره

### رواياته
- أصحاب كهفنا (1918).
- أفروز بك (1919).
- آفه وحيده (1919,1988).

### رسالة
- دوله توران غدا.

### قصصه
- وأتساءل ماذا كان.
- قصه مؤلمه.
- أليكو.
- أند (و).
- كاري.
- موجات الحب.
- الحب وأصابع القدم.
- التهاب الزائده الدوديه.
- حصان.
- تقدير الدب.
- في اخر الشهر.
- تأثير الربيع.
- الربيع والفراشات.
- الشرفة.
- الشهيد الذي لم يعطي رأسه.
- العزوبيه سلطنه.
- التوليب الأبيض.
- صلاه الرجل.
- فجأه.
- الشئ المركوب.
- ذكري.
- خير.
- تأثير حزام.
- من أجل منشفه نظيفه.
- الوصية.
- قمله.
- قنبلة.
- الساحر.
- شجاعه.
- بعد الدردنيل.
- قداحة.
- وقفت القبح.
- لعبه الداما الأحجار.
- في سبيل منفعه الدولة.
- رجيم.
- تخطيط العالم.
- وقت التفكير.
- قوس قزح.
- تفاحه
- أفروز بك.
- فلقه (جلد العصا علي أخمص القدمين).
- فرمان.
- زوجه فون صدرشتاين.
- ابن فون صدرشتاين.
- السجين (الأسير.
- المعبد السري.
- ضوضاء.
- كافيار.
- صدي من الصوت الخفيف.
- الديك.
- أعلام الحرية.
- عفه.
- نائبين.
- جنايتين.
- أول قطره من البياض.
- الصلاة الأولي.
- الكلب والإنسانية.
- خبر الرجوع.
- في كم مكان.
- كاري.
- كرامه.
- غيرة
- أين التفاح الأحمر.
- مجموعه.
- عقاب مخيف.
- الحمام البري.
- دعاء الضفدع.
- الحطب.
- خديعة.
- جذع شجره.
- سر المطعم.
- عائد معقول.
- محمد المهدي.
- مهما أمكن.
- رساله إلي الوطن.
- صانع المرمر.
- إرث.
- معاينه.
- المخترع.
- بشري.
- قرار.
- الناموس.
- كيف نجوا.
- لماذا.
- نزله.
- لماذا لم يكن غنيا.
- المخطوبين.
- نقطه.
- الشكل البدائي للتقبيل.
- غزل القطن.
- القفطان الوردي ذو اللؤلؤ.
- قصر الأشباح.
- البراغيث.
- الطفل التركي البريمو.
- روز.
- رشوة.
- رتبة عسكرية.
- بعوضيات.
- الإيمان إلي الرحمة.
- التاريخ هو تكرار أبدي.
- دجاجيات.
- تيس هادئ.
- تقدم.
- مواساه.
- قصير القامة.
- النطح.
- اضطهاد غريب.
- طغراء.
- ضريح.
- وصفة تركية.
- علي حافه الهاوية.
- عمر الطويل.
- الثلاث نصائح.
- ولي النعمة.
- دون انقطاع.
- الشجاع الوحيد.
- هديه جديده.
- قَسَم.
- أنابيب اليوفو تنتظرك.
- الكعب العالي.
- الكرامة.
- خبز الزيتون.
- هدوءالمساء.
- الطفل الشجاع.
- طفل المدرسة.
- طفل الألاكو.

## الروابط الخارجية
- عمر سيف الدين حتيقوه على موقع IMDb (الإنجليزية)
- عمر سيف الدين حتيقوه على موقع الموسوعة البريطانية (الإنجليزية)
- عمر سيف الدين في قاعدة بيانات الأفلام على الإنترنت.